# Cezary Pazura
Cezary Andrzej Pazura (sinh ngày 13 tháng 6 năm 1962 tại Tomaszów Mazowiecki) là diễn viên Ba Lan nổi tiếng, được biết đến với các vai diễn hài trong các bộ phim như Kiler, Chłopaki nie płaczą, Kariera Nikosia Dyzmy và phim sitcom 13 posterunek. Ngoài công việc diễn viên điện ảnh, Pazura còn là diễn viên hài độc thoại và diễn viên lồng tiếng được yêu thích. Ông lồng tiếng cho các bộ phim thuyết minh tiếng Ba Lan như Lady and the Tramp (vai Kẻ lang thang), Ice Age (vai Sid), Astérix & Obélix: Mission Cléopâtre (vai Nubernaibs), Shark Tale (vai Oscar) và Pink Panther.

## Sự nghiệp điện ảnh
- Pogrzeb lwa (1986)
- Czarne stopy (1987) - Puma
- Deja vu (1990) - Nemetsky
- Kroll (1991) - Cpl. Wiaderny
- V.I.P. (1991) - Malyszko
- Rozmowy kontrolowane (1991) - Người lính
- Czarne słońca (1992) - Jan
- Zwolnieni z życia (1992)
- 1968. Szczesliwego Nowego Roku (1992) - Cảnh sát
- Pogranicze w ogniu (1992, phim truyền hình) - Czarek Adamski
- Wielka wsypa (1992)
- Psy (1992) - Nowy
- Pierścionek z orłem w koronie (1992) - Kosior
- Kawalerskie życie na obczyźnie (1992) - Worker Wielgos
- Cynga (1992)
- Żegnaj Rockefeller (1993, Phim truyền hình ngắn) - Fredek
- Uprowadzenie Agaty (1993) - Cảnh sát
- Człowiek z... (1993) - Bolek
- Balanga (1993) - Trung sĩ
- Lepiej być piękną i bogatą (1993) - Lính cứu hỏa
- Tylko strach (1993, Phim truyền hình) - Andrzej
- Pożegnanie z Marią (1993, dựa theo This Way for the Gas, Ladies and Gentlemen) - Tomasz
- Enak (1993)
- Dwa księżyce (1993) - Pawel
- Polski crash (1993, Phim truyền hình)
- Trzy kolory. Biały (1994) - Le propriétaire du bureau de change (Bureau de Change Proprietor)
- Psy 2. Ostatnia krew (1994) - Nowy
- Oczy niebieskie (1994)
- Kraj świata (1994, Phim truyền hình)
- Polska śmierć (1995) - Osso
- The Poison Tasters (1995) - Lính
- Zolotoe dno (1995)
- Nic śmiesznego (1995) - Adam Miauczynski
- Wielki tydzień (1995) - Piotrowski
- Tato (1995) - Cezary Kujawski
- Słodko gorzki (1996) - Huấn luyện viên
- Engelchen (1996) - Andrzej
- Wirus (1996) - Michael
- Dzieci i ryby (1997) - Wiktor
- Sara (1997) - Cezary / người của Józef
- Sztos (1997) - Synek
- Szczęśliwego Nowego Jorku (1997) - Azbest
- Kiler (1997) - Jurek Kiler
- 13 posterunek (1997-1998, phim truyền hình) - Cezary Cezary
- Kiler-ów 2-óch (1999) - Jurek Kiler
- Ajlawju (1999) - Adam Miauczynski
- 13 posterunek 2 (2000, phim truyền hình) - Czarek
- Zakochani (2000) - Szczepan Zadymek
- Chłopaki nie płaczą (2000) - Fred
- Kariera Nikosia Dyzmy (2002) - Nikodem 'Nikos' Dyzma
- Dzień świra[1] - Facet na ulicy
- E=mc2 (2002) - Andrzej 'Ramzes' Nowicki
- Show (2003) - Czarek
- Zutaten für Träume (2003) - Janek
- Nienasycenie (2003) - Zypcio's father / Putrycydes Tengler / Kocmoluchowicz
- Magiczna Gwiazda (2003) - Archibald (voice)
- Emilia (2005) - Indiana Dzones
- Ja wam pokażę![2] (2006) - Tomasz Leon Kozlowski - Chồng của Judyta, Cha của Tosia
- Oficerowie (2006, Phim truyền hình ngắn) - Marek Sznajder
- Lejdis (2008) - Người dẫn chuyện
- Złoty środek (2009) - Stefan
- Skrzydlate swinie (2010) - Krzysztof Dzikowski
- Piotrek Trzynastego (2010) - Straznik lesny
- Belcanto (2010) - Mariusz Marzeda
- Weekend (2010)
- Sztos 2 (2012) - Synek
- Felix, Net i Nika oraz teoretycznie mozliwa katastrofa (2012) - Manfred (lồng giọng)
- Antyterapia (2014) - Marecki
- Bangistan (2015) - Tom
- Złote krople (2016) - Chancellor (lồng giọng)
- Saga o trzech prawiczkach (2017) - Người cha
- Volta (2017) - Dabrowszczak Jedrek / Zlotousty
- Papierowe gody (2017) - Nhà trị liệu
- Pitbull. Ostatni pies (2018) - 'Gawron'
- 7 uczuc (2018) - Người bạn
- Diablo. Ultimate Race (2019) - Jarosz
- Kurier (2019) - Người thuê nhà
- Futro z misia (2019) - 'Dzik'
- Psy 3: W imie zasad (2020) - Waldemar Morawiec 'Nowy'
- Maszyna losująca

## Tác phẩm âm nhạc
- Płyta stereofoniczna (1999)